# Sceloporus arenicolus
Sceloporus arenicolus (дюнна купинна ігуана) — вид ігуаноподібних ящірок родини фриносомових (Phrynosomatidae). Ендемік Сполучених Штатів Америки.

## Поширення і екологія
Дюнні купинні ігуани мешкають на піщаних пагорбах Мескалеро на західних схилах плато Льяно-Естакадо, на території південного сходу Нью-Мексико і північного сходу Техасу, зокрема в парку штату Монаганс-Сандхіллс. Вони живуть на піщаних дюнах, порослих дубами Quercus havardii і полином Artemisia filifolia, де трапляються у видувах — розташованих між дюнами піщаних чашоподібних заглибинах, в норах серед коріння дерев, серед опалого листя і піска.

## Збереження
МСОП класифікує цей вид як вразливий. Дюнним купинним ігуанам загрожує знищення природного середовища.